# Oberpeischlach
Oberpeischlach ist ein Ort (Fraktion) der Gemeinde Kals am Großglockner. Die Ortschaft hat 100 Einwohner (Stand 1. Jänner 2025).

## Geographie
Oberpeischlach liegt im Süden der Gemeinde Kals am Großglockner in einer Höhe von 1060 m. Die Ortschaft liegt auf einer Anhöhe am Südabhang des Rotenkogels im Kalser Tal rechts des Kalserbachs und umfasst 28 Häuser (2004). Oberpeischlach liegt an der Kalser Straße (L 26), die die Ortschaft an die Felbertauernstraße (B 108) und den nahen Ort Huben (Gemeinde Matrei) anbindet. Oberpeischlach grenzt im Norden an die Fraktion Staniska, im Süden an die Faktion Unterpeischlach.

## Geschichte
Die Ursprünge des Siedlungsnamens von Oberpeischlach entstammen der slawischen Sprache. Erstmals urkundlich erwähnt wurde die Ortschaft 1329 als Peuschler und 1428 als Päuschlarn. Der Name leitet sich vom altslowenischen pišljah (Lokativ zu pyl'(an)e) ab und bedeutet "Ort, wo der Wind weht" (slawisch pyxati für "blasen" bzw. "wehen").
Im August 1616 lösten Holzknechte der Glaureter Gewerke durch Unvorsichtigkeit in einer Trockenperiode einen Waldbrand aus. Der Großbrand vernichtete in acht Tagen große Waldflächen zwischen Oberpeischlach und Arnig. Der fehlende Schutzwald konnte in der Folge häufige Muren- und Lawinenabgänge nicht verhindern. Durch seine Lage war Oberpeischlach immer zum Iseltal hin orientiert. Mit dem Hauptort Ködnitz war Oberpeischlach nur durch einen schwierigen Karrenweg erreichbar. Erst 1926 wurde Oberpeischlach und die anderen Fraktionen der Gemeinde Kals durch eine Autostraße an die Iseltalstraße angebunden. Oberpeischlach bildete mit Unterpeischlach lange Zeit eine Rotte von Kals, die 1754 über insgesamt 14 Wohnhäuser und 142 Bewohner verfügte. Seit 1910 werden beide Fraktionen getrennt geführt. 1910 erhielt Oberpeischlach ein eigenes Schulhaus, das über ein Klassenzimmer und eine Lehrerwohnung verfügte. Nach dem Neubau der Schule im Hauptort Ködnitz wurde die Volksschule in Oberpeischlach im Schuljahr 1971/72 geschlossen.

## Sehenswürdigkeiten
Oberpeischlach verfügt über die barocke Kapelle Mariä Heimsuchung. Über dem Portal der Kapelle ist die Jahreszahl 1797 angebracht, der spätbarocke Altar stammt aus der Zeit um 1760. Bei der Kapelle handelt es sich um einen einfachen Bau mit einem abgesetzten, halbrunden Chor. Das Äußere wird von einem Satteldach und einem mit einer Zwiebelhaube bewehrten Dachreiter dominiert. Neben dem Altar wird das Gebäude im Inneren durch Plastiken des Heiligen Florian und des Heiligen Chrysanth geschmückt.